# Australski bukavac
Australski bukavac, (Botaurus poiciloptilus), također poznat kao smeđi bukavac, nastanjuje jugozapadnu i jugoistočnu Australiju, Tasmaniju, Novi Zeland, Novu Kaledoniju i Ouveu. Australske populacije se smanjuju još od 20. stoljeća. Povremeno se mogu pojaviti u velikim brojevima nakon jakih kiša, ali uglavnom su stanarice.

## Opis
To je velik bukavac, oko 70 cm dug, sa smeđim i crnim pjegama i prugama, i blijeđim grlom. Prosječna težina je 1100 grama. Djelomično je noćna vrsta koja nastanjuje močvare s gustom vegetacijom. Hrani se vodenim životinjama poput žaba, jegulja i slatkovodnih ljuskara. Kao i ostale čaplje, ove ptice koriste nekoliko načina lova: stajanje i čekanje, vrebanje i aktivno gonjenje. Pomiču krilima i nogama kako bi zbunili ili privukli plijen.
Pojedinačno se gnijezde na tlu u gustoj močvarnoj vegetaciji na ugaženoj trsci i drugim biljkama. Sezona parenja traje od rujna do prosinca. Nekoliko ženki se gnijezdi unutar teritorije jednog mužjaka. Ženka nese četiri do šest jaja. Ima karakterističan zov koji nalikuje na bubnjanje. Glasa se najčešće noću.
Glavni uzrok prošlog i sadašnjeg nestajanja australskog bukavca je isušivanje i degradacija močvara.

## Galerija
- Ilustracija (John Gould).
- U travi, Leeton, NSW, Australija.

## Drugi projekti
|  | Zajednički poslužitelj ima još gradiva o temi australski bukavac |
|  | Wikivrste imaju podatke o taksonu australskom bukavcu            |